# ونک

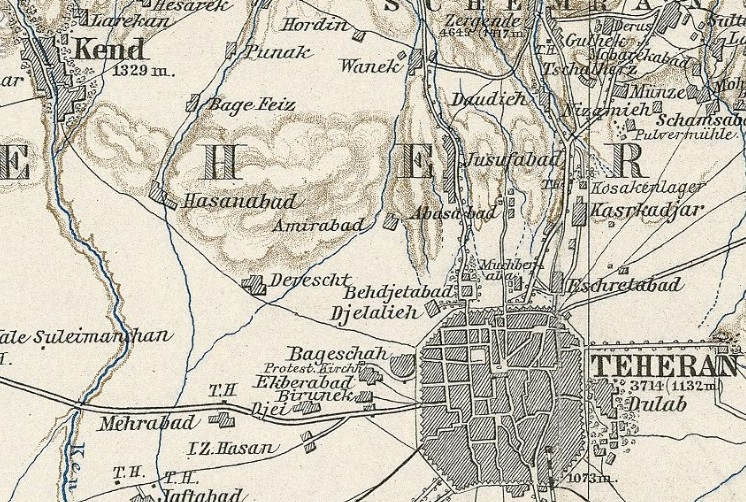
موقعیت منطقه ونک در نقشه سال ۱۲۷۹ خورشیدی. نام ونک (wanek) در بالای نقشه موجود است. (شهر قدیم تهران در پایین نقشه)

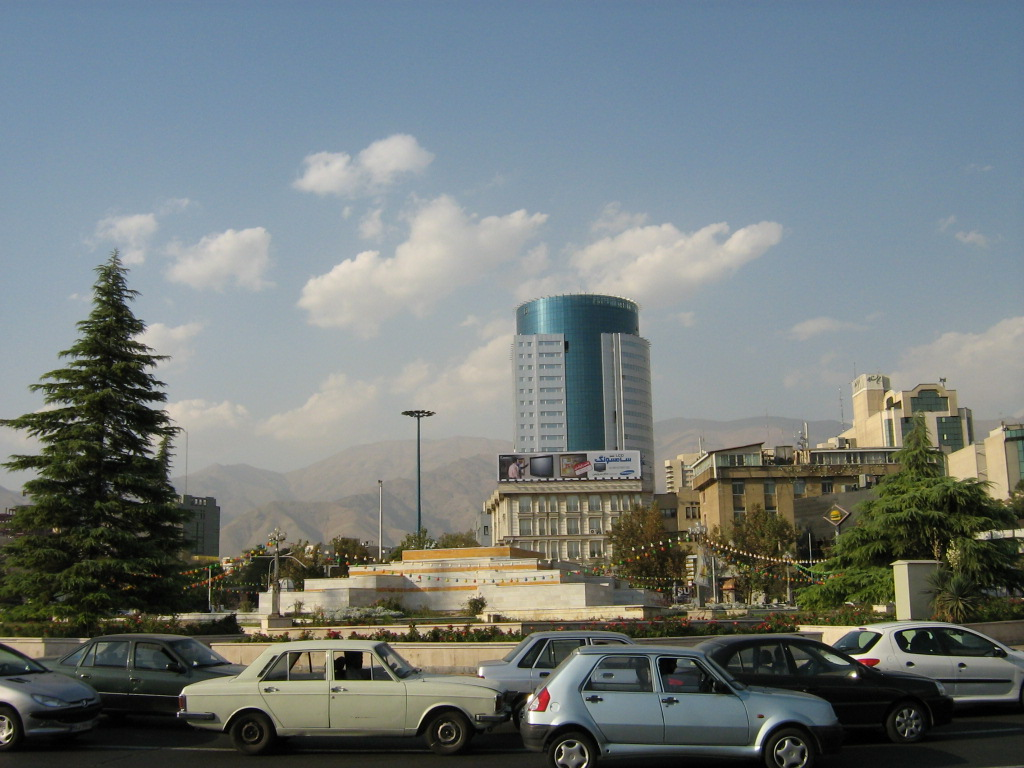

ونک منطقه‌ای واقع در شمال شهر تهران و منطقه ۳ شهرداری پایتخت ایران است.
ونک منطقه‌ای است در تهران با ساختمان‌های بلند، برج‌های تجاری و مراکز خرید متعدد که در اطراف میدان ونک، یکی از میدان‌های مهم و اصلی تهران که در خیابان ولیعصر قرار دارد؛ واقع شده‌است.
محله ونک کنونی در مجاورت یکی از قریه‌های قدیمی تهران به نام دِه وَنَک که یکی از محله‌های قدیمی و سرسبز شمال تهران بوده‌است؛ بنا شده‌است. در دوره قاجار این ده و زمین‌ها و توتستان‌های آن توسط میرزا حسن مستوفی‌الممالکبه دلیل نفوذ در دستگاه فاسد حکومتی قاجار به تصرف درآمده که بعدها زمین‌ها و قنوات به مردم بازمی‌گردد و دانشگاه الزهرا (فرح پهلوی نام قدیمی اش در زمان شاه) در آنجا تأسیس می‌شود. قبراو و چهار همسرش او نیز در مجموعه پشت امامزاده قرار دارد. او یکی از حامیان مالی لژ فراماسونری ایران بوده است.
نام ونک تشکیل شده‌است از دو حرف (ون) به معنی درخت و علامت کوچکی (ک) و معنی نام ونک «درخت کوچک» است.
ده ونک مانند  ده نارمک از آبادی‌های
ری باستان است و به مناسبت‌های مختلف از آن در منابع تاریخی یاد شده‌است. این ده، در دوره ناصرالدین شاه جزو آبادی‌های خالصه بود و در انتهای سلسله قاجار میرزا یوسف مستوفی‌الممالک آن را به زور و سند سازی تصرف کرده و چند رشته قنات و حق آب رودخانه درکه را به اسم خود ثبت می‌کند، او از عایدات این زمین‌ها جهت تقویت لژ فراماسونری استفاده می‌کرده.
ونک از سده‌های گذشته تا ۳۰–۴۰ سال اخیر دوپاره بوده‌است. یک پاره، ونک ارامنه نامیده می‌شد که بخش شرقی ونک (محله ونک کنونی) را در بر می‌گرفت و قلعه ارامنه در مرکز آن بود که پیرامونش کشاورزی و باغ‌داری رونق داشت. هنوز هم قلعهٔ ارامنه و گورستان ارمنیان در همین بخش وجود دارد. گورستان کهنه ارمنیان اکنون به باشگاه آرارات پیوسته و متصل به بخش جنوبی آن است.
پاره دیگر ونک، بخش غربی ونک (محله ده ونک کنونی) را در بر می‌گرفت و از آن، ده کنونی ونک و اراضی کشاورزی و باغ‌ها بازمانده‌است. گور مستوفی‌الممالک نیز در نزدیکی امامزاده ده ونک است.
این میدان از طریق ایستگاه مترو شهید حقانی قابل دسترسی است.
امروزه، محله ونک از شمال به بزرگراه آیت الله هاشمی رفسنجانی، از غرب به بزرگراه کردستان و محله ده ونک و آرارات، از جنوب به بزرگراه همت و محله یوسف آباد و از سوی شرق به خیابان نلسون ماندلا (خیابان آفریقا سابق یا همان خیابان جردن اسبق) و چهارراه جهان کودک محدود می‌شود.
ده ونک از محله‌هایی است که هنوز حالت قدیمی خود را حفظ کرده‌است. به طوری که بیشتر خانه‌ها ویلایی است.
مرقد امامزاده قاضی الصابر از نوادگان امام سجاد و گورستانی چند صد ساله در این محل واقع شده‌است.
در قدیم ده ونک دارای درختان بسیار توت و گردو خرمالو و همچنین زالزالک بوده‌است که به مرور زمان این درختان و باغات از بین رفته‌است. در ده ونک تعدادی قنات جاری بود که در دهه ۷۰ شمسی به دلیل آنکه برای خانه‌ها مشکلاتی را به وجود می‌آورد و همچنین برای احداث فاضلاب، بسته یا کور شدند.
از بخش‌های معروف و قدیمی ده ونک می‌توان به دانشگاه الزهرا. بازارچه، کوچه امامزاده، گل چمن (سر چمن)، زیر باغ نو، کوچه مسجد جامع، باغ بالا، باغ پایین میدون گل را نام برد.